# Национальная академия наук и искусств Чувашской Республики
Государственное высшее научное учреждение «Национальная академия наук и искусств Чувашской Республики» (НАНИ ЧР) — существовавшая с 1994 по 2003 год государственная самоуправляемая высшая научная организация Чувашской Республики.
Согласно уставу должна была проводить фундаментальные и прикладные исследования по важнейшим проблемам естественных, технических, общественно-гуманитарных наук, обеспечивая координацию научных исследований, выполняемых научными организациями и образовательными учреждениями высшего профессионального образования Чувашской Республики.

## История

### Предыстория
До середины 1920-х годов на территории Чувашии не было академических учреждений. С 1926 по 1929 год в Чебоксарах функционировал Академический центр при Народном комиссариате просвещения Чувашской АССР, наделённый функциями по улучшению и координации учебно-методической и редакционно-издательской работ, установлению связей с учреждениями Академии наук СССР и т. д. В 1929 году указанные функции были переданы вновь учрежденному Совету науки и культуры при Совете народных комиссаров Чувашской АССР, существовавшему до 1930 года, когда Совет сменил Чувашский комплексный научно-исследовательский институт.
В начале 1990-х годов в Чувашской АССР появились две организации, претендовавшие на статус региональной государственной академии. На основании указа Верховного света Чувашской ССР от 27 декабря 1991 года на базе Чувашского государственного университета им. И. Н. Ульянова была основана Академия наук Чувашской Республики, которую с 1992 по 1995 год возглавлял ректор ЧГУ им. И. Н. Ульянова Л. П. Кураков. В соответствии с постановлением Верховного совета Чувашской Республики от 24 сентября 1992 года «Об образовании Чувашской национальной академии» на базе Чувашского научно-исследовательского института языка, литературы и истории была основана Чувашская национальная академия, руководителем (президентом) которой был профессор С. Р. Малютин.
Президиум Чувашской национальной академии издавал научный и общественно-политический журнал «Вестник Чувашской национальной академии». Тиражом в 300 экземпляров вышло два номера (1993—1994), содержащие статьи по вопросам экономики Чувашской Республики, истории, языка, литературы и искусства, педагогики и народного образования, здравоохранения. Журнал считался первым периодическим академическим изданием в Чувашии, призванным координировать научно-исследовательские работы в области гуманитарных и природоведческих наук. Главным редактором журнала был С. Р. Малютин.
Деятельность Академии наук Чувашской Республики осуществлялась на основании постановления Совета министров Чувашской Республики от 12 ноября 1993 года № 385 «Вопросы Академии наук Чувашской Республики». В 1994 году две государственные академии Чувашской Республики были объединены.

### История НАНИ ЧР
Национальная академия наук и искусств Чувашской Республики была создана указом президента Чувашской Республики от 23 декабря 1994 № 141 «О создании национальной Академии наук и искусств Чувашской Республики» путём объединения двух ранее учреждённых академий — Академии наук Чувашской Республики и Чувашской национальной академии. Предполагалось, что в будущем новая структура образует Чувашский центр РАН. Президентом — организатором НАНИ ЧР был назначен Ивлев Дюис Данилович.
Указом было установлено, что Национальная академия наук и искусств Чувашской Республики создается на базе высших учебных заведений, отраслевых научно-исследовательских институтов и творческих союзов Чувашской Республики. В состав Национальной академии наук и искусств Чувашской Республики вошли все действительные члены и члены-корреспонденты Академии наук Чувашской Республики и Чувашской национальной академии. Академия была создана в составе 7 отделений.
В составе Национальной академии наук и искусств Чувашской Республики были определены 45 действительных членов и 30 членов-корреспондентов, в том числе 15 (10 действительных и 5 членов-корреспондентов) представителей культуры, литературы, искусства. Кроме них также состояли 8 внереспубликанских, 6 иностранных и 11 почётных членов. В состав президиума академии входили: президент НАНИ ЧР, вице-президент, главный ученый-секретарь, академик-секретарь.
В совет учредителей НАНИ ЧР вошли: профессоры Чувашского государственного университета имени И. Н. Ульянова (доктор филологических наук И. А. Андреев, доктор медицинских наук В. Е. Волков, доктор технических наук И. Е. Илларионов, доктор технических наук А. Д. Поздеев, доктор физико-математических наук А. Г. Терентьев); профессоры Чувашского государственного педагогического института имени И. Я. Яковлева (доктор биологических наук Дмитриев А. Д., доктор физико-математических наук Д. Д. Ивлев, доктор химических наук В. Г. Скворцов); представители Чувашского государственного института гуманитарных наук (доктор экономических наук, профессор института С. Р. Малютин, доктор искусствоведения А. А. Трофимов) и главный режиссёр Чувашского академического драматического театра имени К. В. Иванова В. Н. Яковлев.
Звания академика НАНИ ЧР, в частности, также были присвоены: доктору филологических наук Л. П. Сергееву (1994), доктору педагогических наук Г. А. Анисимову (2002), доктору медицинских наук Н. Г. Григорьеву, доктору искусствоведения М. Г. Кондратьеву, доктору филологических наук Г. Е. Корнилову, заслуженному работнику сельского хозяйства Российской Федерации А. П. Айдаку, доктору филологических наук И. С. Галкину.
Среди учёных, которые имели звание члена-корреспондента академии, значился доктор юридических наук В. Г. Тимофеев. Среди учёных, которым было присвоено звание почётного члена академии, — доктор технических наук В. В. Николаев, доктор технических наук С. Ф. Сайкин.
В соответствии с законом Чувашской Республики от 20 июня 2002 года № 18 «О науке и научно-технической политике Чувашской Республики» Кабинет министров Чувашской Республики утверждал устав НАНИ ЧР, в котором определялись её структура, полномочия органов, порядок выборов её членов, их права, обязанности и вопросы управления. Финансирование НАНИ ЧР осуществлялось за счет средств бюджета Чувашской Республики и иных источников, не запрещенных законодательством. НАНИ ЧР ежегодно обязано было представлять президенту Чувашской Республики и Кабинету министров Чувашской Республики отчет о проведенных за счет средств бюджета Чувашской Республики научных исследованиях и полученных научных и (или) научно-технических результатах, разрабатывать рекомендации и предложения по определению приоритетных направлений развития науки и техники Чувашской Республики.
С 2000 по 2003 год президентом Национальной академии наук и искусств Чувашской Республики был И. Е. Илларионов.
НАНИ ЧР учреждала свои награды. Высшей наградой, учреждённой Национальной академией наук и искусств Чувашской Республики, была Золотая медаль им. И. Я. Яковлева. Также академией была учреждена Премия им. П. Е. Егорова, в 2002 году была учреждена Премия им. Н. Я. Бичурина.
Академия издавала свой научный журнал — «Известия Национальной академии наук и искусств Чувашской Республики». Журнал издавался с периодичностью 6 раз в год с 1996 по 2003 год в Чебоксарах. В нём публиковались статьи действительных членов и членов-корреспондентов НАНИ ЧР, а также других авторов. Выпуски журнала комплектовались по отраслям наук (гуманитарные, физико-математические, сельскохозяйственные, искусствоведческие, филологические и т. д.). Отдельные номера были посвящены памятным событиям истории и культуры чувашского народа. В 2003 году журнал издавался тиражом 200 экземпляров. Издание было прекращено с ликвидацией академии в ноябре 2003 года.
В соответствии с указом президента Чувашской Республики от 5 ноября 2003 был признан утратившим силу указ президента Чувашской Республики от 23 декабря 1994 года № 141 (согласно которому была создана академия). Постановлением Кабинета министров Чувашской Республики № 328 от 25 декабря 2003 года НАНИ ЧР была ликвидирована, а его имущество было передано Министерству образования Чувашской Республики. Этим же постановлением было признано утратившими силу постановление Совета министров Чувашской Республики от 12 ноября 1993 года № 385 «Вопросы Академии наук Чувашской Республики».

## РАН и Чувашия
27 июля 1991 года в Чебоксарах был образован Чебоксарский филиал Главного Ботанического сада АН СССР.
3 сентября 2020 года состоялось подписание соглашения о сотрудничестве между президентом РАН А. М. Сергеевым и главой Чувашской Республики О. А. Николаевым, в котором была достигнута договорённость об открытии представительства РАН в Чувашской Республике. В конце декабря 2020 года проведены переговоры с вице-президентом РАН И. М. Донник по вопросу открытия представительства РАН в Чувашской Республике.

## Общественные академии наук в Чувашии
С 1994 по 2012 год в Чебоксарах функционировала Общественная организация Инженерно-технологическая академия Чувашской Республики; с 1995 по 2021 год — Чувашское региональное отделение Общественной организации «Международная академия информатизации».
По состоянию на 2022 год в Чувашской Республике функционируют ряд общественных академий наук.
В 1997 года зарегистрирована Общественная организация «Академия электротехнических наук Чувашской Республики», руководителем которой значится кандидат технических наук Г. С. Нудельман. Штаб-квартира организации расположена в главном корпусе Чувашского государственного университета им. И. Н. Ульянова.
26 ноября 1992 года решением расширенного заседания постоянного симпозиума Союза чувашских краеведов была создана Этнокультурная (духовная) академия, которая в 2001 году была зарегистрирована под названием Чувашская республиканская общественная организация «Чувашская народная академия наук и искусств»; к 2022 году организация снова сменила название и зарегистрирована под новым наименованием — Чувашская республиканская общественная организация «Чувашская национальная академия наук и искусств». Организация зарегистрирована по адресу Национальной библиотеки Чувашской Республики. Руководителями (президентами) общественной академии были: П. Т. Тихонов (2000—2003), И. Т. Кокшин (2003—2005), П. П. Таллеров (2005—2010). С 2010 года организацией руководит заслуженный учитель Чувашской Республики, краевед Е. Е. Ерагин. С 2015 года организация издаёт «Вестник Чувашской народной академии наук и искусств».